# Llandovery (Wales)
Llandovery (in het Welsh: Llanymddyfri)is een plaats in het Welshe graafschap Carmarthenshire.

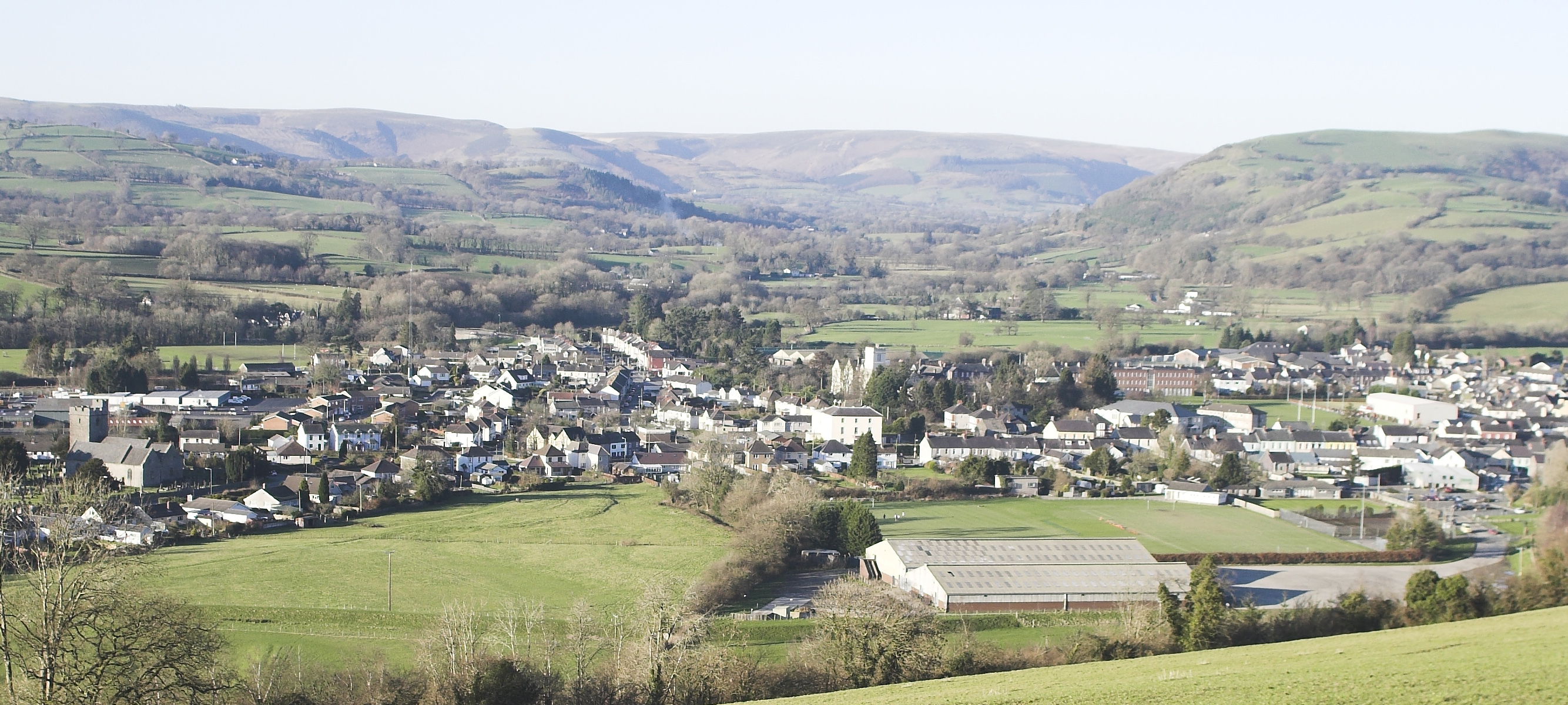
Panorama

Llandovery telt 2870 inwoners.

## Bezienswaardigheden
Bezienswaardig is het Llandovery Castle.

## Verkeer en vervoer
Llandovery ligt aan de A40 en heeft een spoorwegstation.

## Partnerstad
- Pluguffan (Frankrijk)